# Cladomyrma maryatiae
Cladomyrma maryatiae är en myrart som beskrevs av Agosti, Moog och Maschwitz 1999. Cladomyrma maryatiae ingår i släktet Cladomyrma och familjen myror. Inga underarter finns listade i Catalogue of Life.

## Bildgalleri

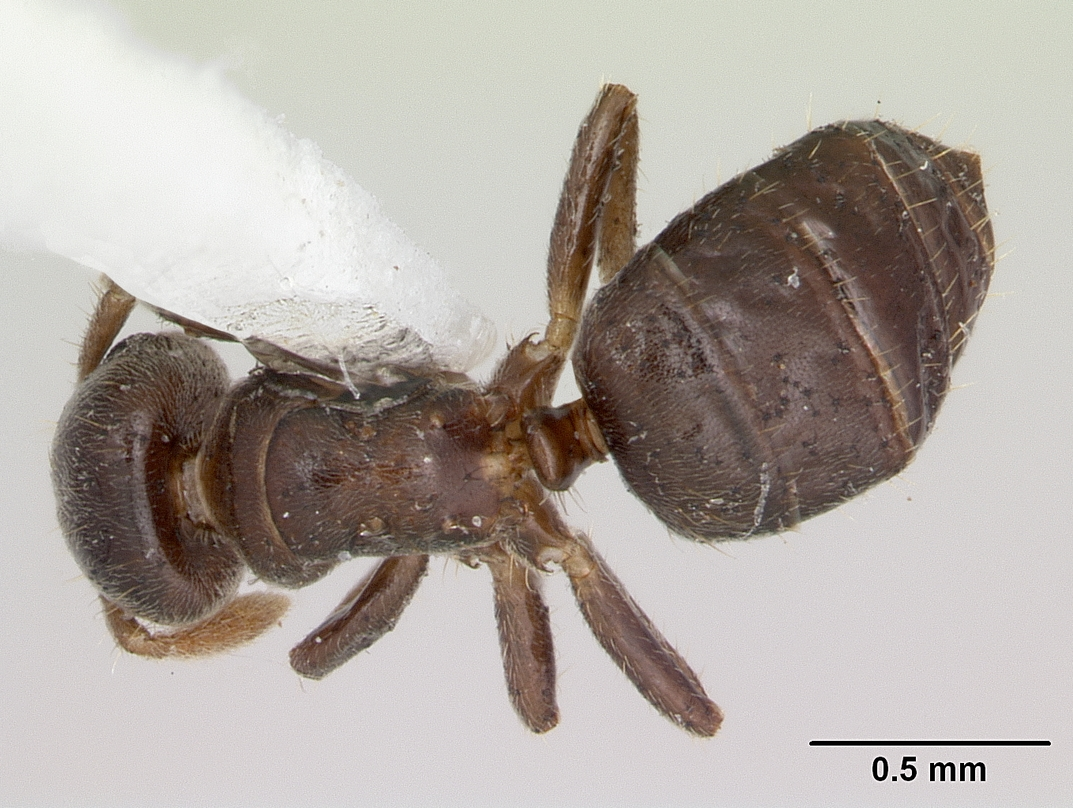
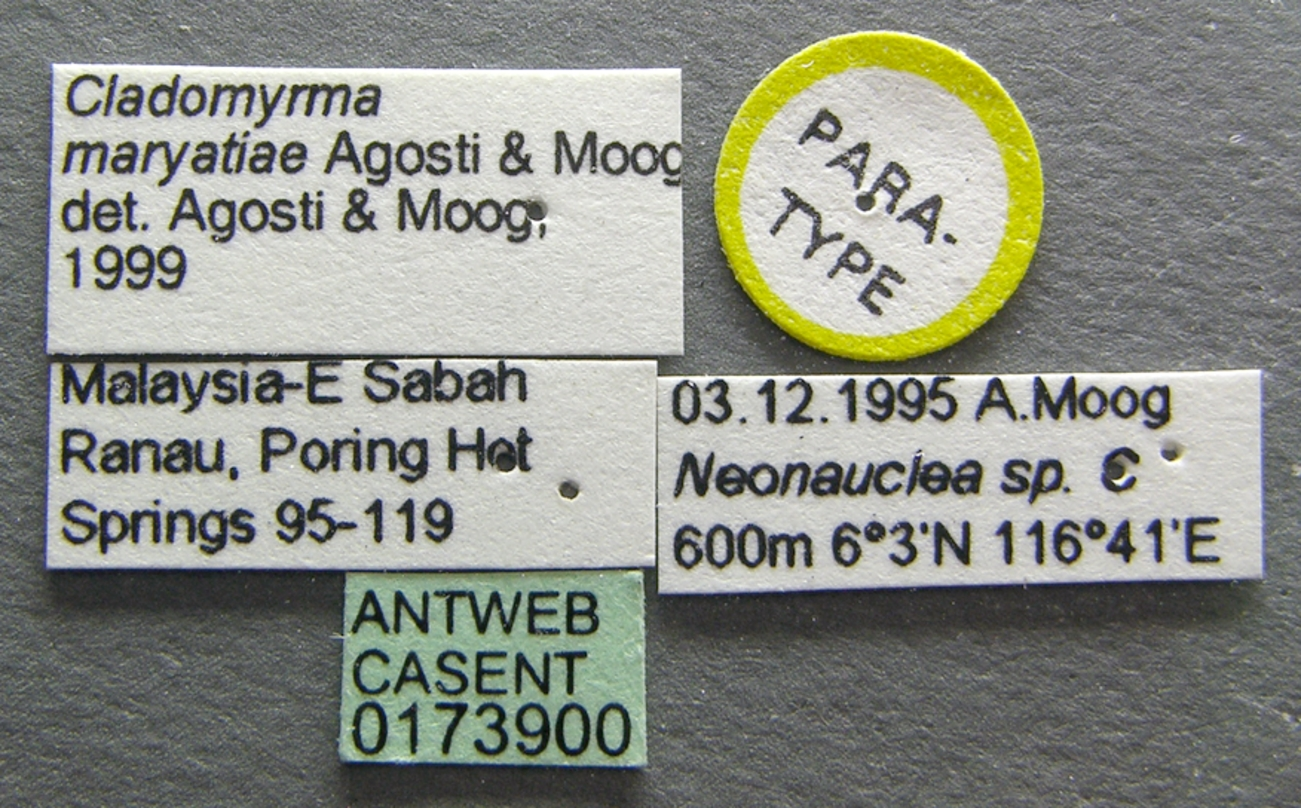
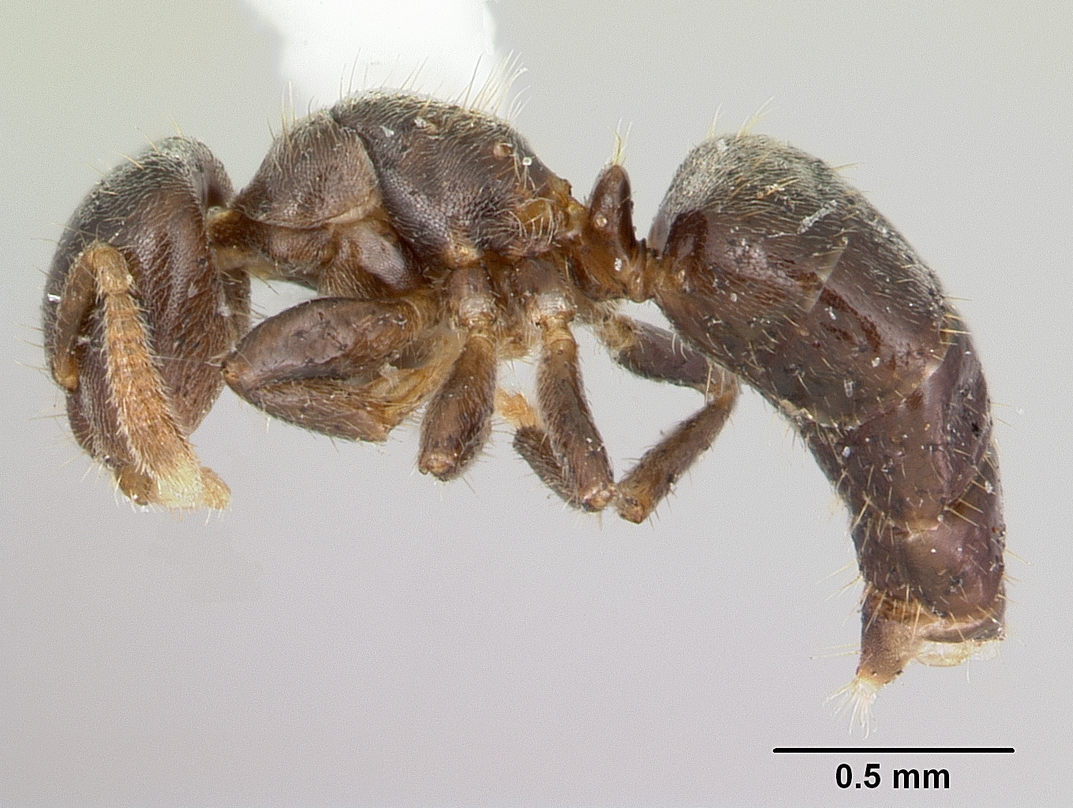
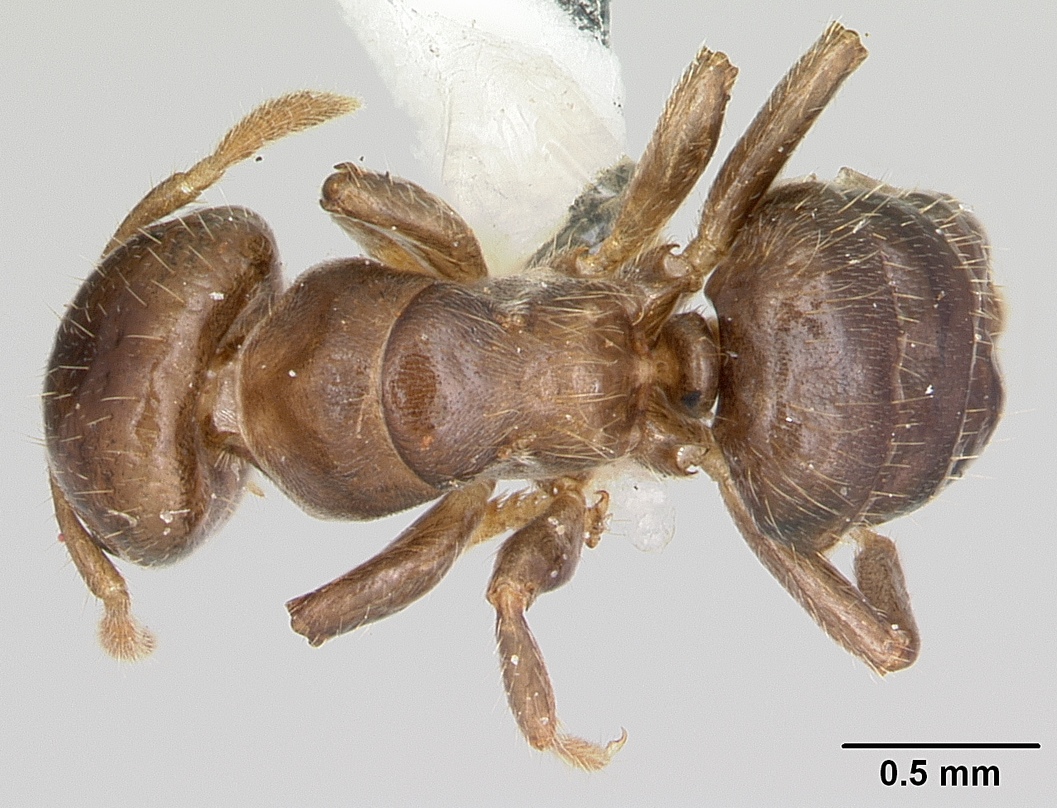
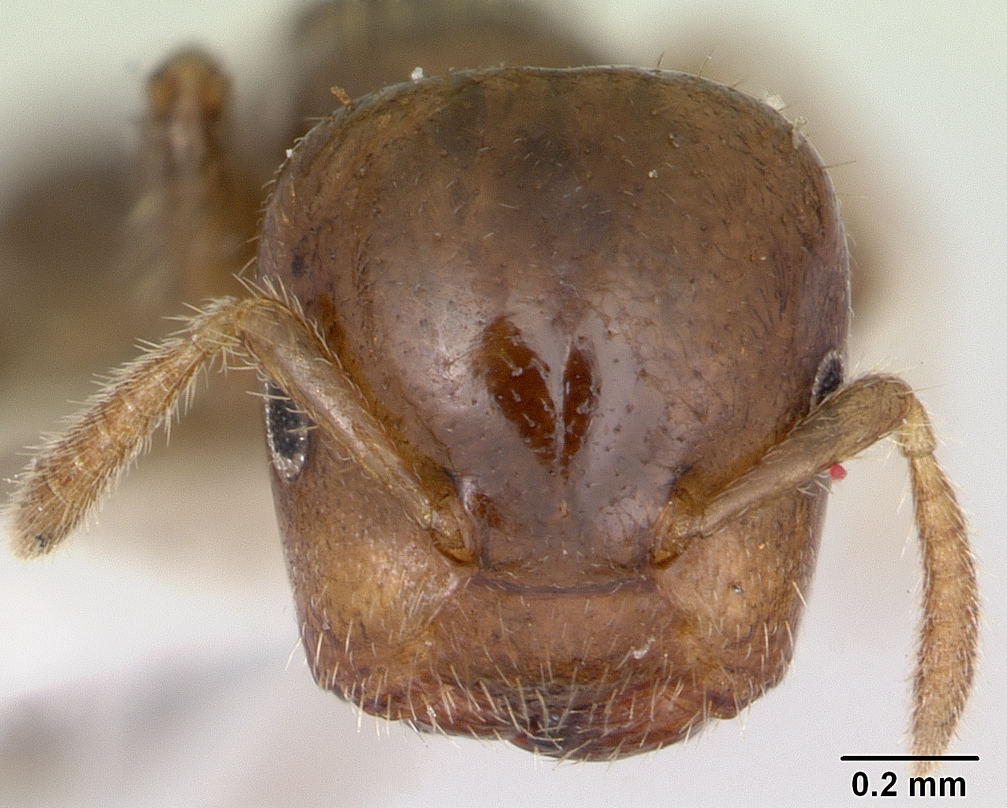
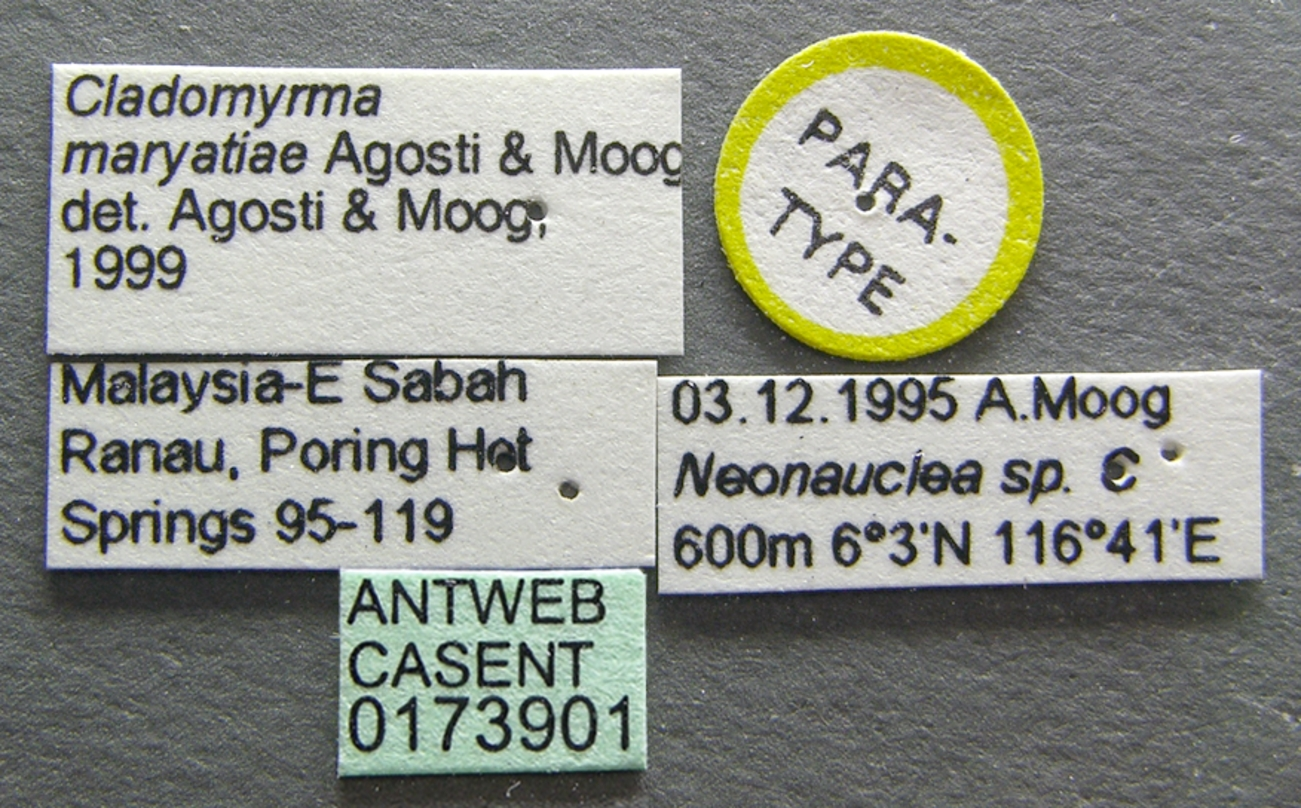